# Ornithomya
Ornithomya is een vliegengeslacht uit de familie van de luisvliegen (Hippoboscidae).

## Soorten
- O. avicularia (Linnaeus, 1758)
- O. biloba Dufour, 1827
- O. chloropus Bergroth, 1901
- O. fringillina Curtis, 1836
- O. rupes Hutson, 1981